# Субботин, Михаил Фёдорович
Михаи́л Фёдорович Суббо́тин (16 [28] июня 1893, Остроленка — 26 декабря 1966, Ленинград) — советский астроном, член-корреспондент Академии наук СССР (1946).

## Биография
Окончил Варшавский университет в 1914 году и работал в нём в 1912—1915 годах.
В 1915—1922 годах преподавал в Донском политехническом институте.
В 1922—1930 — директор Ташкентской обсерватории и профессор Среднеазиатского университета, в эти же годы занимался вопросами организации Международной широтной станции в Китабе.
В 1930—1960 работал в Ленинградском университете (в 1930—1935 годах заведовал кафедрой астрономии, с 1935 — кафедрой небесной механики, в 1933—1941 годах был деканом математико-механического факультета, в 1934—1939 — директор обсерватории университета). В 1931—1934 годах работал также в Пулковской обсерватории, возглавляя теоретический сектор.
В 1942—1964 был директором Института теоретической астрономии АН СССР.

## Научные труды
Основные научные работы относятся к небесной механике и теоретической астрономии. Основал ленинградскую школу небесных механиков. По его инициативе в Институте теоретической астрономии был создан отдел прикладной небесной механики, который сыграл большую роль в решении проблем запуска искусственных спутников Земли. Усовершенствовал метод решения уравнений Эйлера — Ламберта для нахождения элементов орбит и сделал его практически применимым. Модифицировал метод улучшения орбит по большому числу наблюдений. Исследовал задачу двух тел с переменными массами. Дал решение задачи нахождения вековых неравенств в виде рядов по степеням эксцентриситета возмущающей планеты. Написал ряд работ по прикладной и вычислительной математике. Занимался также вопросами астрометрии: развил идею привлечения наблюдений малых планет для определения ориентации системы координат звёздного каталога, предложил методы определения систематических ошибок звёздного каталога.
Автор трёхтомного «Курса небесной механики» (1933—1949), в котором впервые на русском языке подробно изложены основные вопросы небесной механики. Автор ряда фундаментальных исследований по истории астрономии. Был главным редактором «Астрономического ежегодника СССР», «Трудов» и «Бюллетеня», издаваемых Институтом теоретической астрономии АН СССР.
Проводил большую педагогическую работу. Занимался живописью, в которой достиг уровня художника-профессионала.

## Награды
- орден Трудового Красного Знамени (10.06.1945; 1953)

## Память
- На доме по адресу Московский проспект, 206 в 1971 году была установлена мемориальная доска (архитектор В. В. Исаева)[2].
- Именем Субботина назван кратер на Луне и малая планета (1692) Субботина.
- В честь М. Ф. Субботина назван мыс (мыс Субботина, Охотском море, Курильские острова, остров Онекотан, название мысу присвоено после 1946 г.)[3].

## Адреса в Ленинграде
- 1937—1941 — 7-я линия Васильевского острова, 42;
- 1949—1963 — Московский проспект, 206.